# Hrabstwo Black Hawk

Piramida wieku hrabstwa

Hrabstwo Black Hawk – hrabstwo położone w USA w stanie Iowa z siedzibą w mieście Waterloo. Założone w 1843 roku.

## Miasta
| - Cedar Falls - Dunkerton - Elk Run Heights - Evansdale | - Gilbertville - Hudson - Janesville - Jesup | - La Porte City - Raymond - Waterloo - Washburn (CDP) |

## Gminy
| - Barclay - Bennington - Big Creek - Black Hawk - Cedar - Cedar Falls | - Eagle - East Waterloo - Fox - Lester - Lincoln - Mount Vernon | - Orange - Poyner - Spring Creek - Union - Washington |

## Drogi główne
| - Interstate 380 - U.S. Route 20 - U.S. Route 63 - U.S. Route 218 - Iowa Highway 21 | - Iowa Highway 27 - Iowa Highway 57 - Iowa Highway 58 - Iowa Highway 175 - Iowa Highway 281 |

## Sąsiednie hrabstwa
- Hrabstwo Bremer
- Hrabstwo Buchanan
- Hrabstwo Benton
- Hrabstwo Tama
- Hrabstwo Grundy
- Hrabstwo Butler
- Hrabstwo Fayette